# Tsjechië op de Paralympische Winterspelen 2014
Tsjechië was een van de landen die deelnam aan de Paralympische Winterspelen 2014 in Sotsji, Rusland.

## Deelnemers en resultaten
(m) = mannen, (v) = vrouwen 

### Alpineskiën
| Paralympiër                         | Onderdeel                            | Resultaat | Prestatie      |
| ----------------------------------- | ------------------------------------ | --------- | -------------- |
| Patrik Hetmer Gids: Miroslav Macala | Super G, visueel beperkt (m)         | DNF       | Niet gefinisht |
| Patrik Hetmer Gids: Miroslav Macala | Supercombinatie, visueel beperkt (m) | 7e        | 2:51.30        |
| Patrik Hetmer Gids: Miroslav Macala | Slalom, visueel beperkt (m)          | 8e        | 2:03.47        |
| Patrik Hetmer Gids: Miroslav Macala | Reuzenslalom, visueel beperkt (m)    | DNF       | Niet gefinisht |
| Oldrich Jelinek                     | Super G, zittend (m)                 | DNF       | Niet gefinisht |
| Oldrich Jelinek                     | Supercombinatie, zittend (m)         | DNF       | Niet gefinisht |
| Oldrich Jelinek                     | Slalom, zittend (m)                  | DNF       | Niet gefinisht |
| Oldrich Jelinek                     | Reuzenslalom, zittend (m)            | DNF       | Niet gefinisht |
| Stanislav Loska                     | Slalom, staand (m)                   | 21e       | 2:01.67        |
| Stanislav Loska                     | Reuzenslalom, staand (m)             | DNS       | Niet gestart   |

### Sledgehockey
| Paralympiër | Onderdeel     | Resultaat | Prestatie |
| --- | ------------- | --------- | --- |
| Jiri Berger Erik Fojtik Michal Geier Zdenek Habl Miroslav Hrbek Libor Hulin Zdenek Krupicka Pavel Kubes Tomas Kvoch David Motycka David Palat Jiri Raul Zdenek Safranek Michal Vapenka | Team, gemengd | 5e        | Groep A: (3e) CZE - NOR: 1 - 2 CZE - SWE: 2 - 1 CAN - CZE: 1 - 0 Kwalificaties plaats 5 t/m 8: CZE - KOR: 2 - 0 Plaats 5 en 6: CZE - ITA: 3 - 0 |

### Snowboarden
| Paralympiër   | Onderdeel          | Resultaat | Prestatie |
| ------------- | ------------------ | --------- | --------- |
| Tomas Vaverka | Snowboardcross (m) | 5e        | 1:50.15   |